# Pa-en-Chonsu
Pa-en-Chonsu (griechisch Pachon; koptisch Paschons; arabisch بشنس Baschans) war im ägyptischen Kalender die altägyptische Bezeichnung des ersten Monats der Jahreszeit Schemu und repräsentierte die Zeit von Anfang März bis Anfang April.

## Hintergrund

### Lage im Kalender
Alan Gardiner wie auch Richard Anthony Parker vermuten, dass Pa-en-Chonsu im Laufe der Kalendergeschichte die Jahresform wechselte. 
Von der prädynastischen Zeit bis zum Ende des Mittleren Reiches repräsentierte Pa-en-Chonsu als Chonsu ursprünglich den zehnten Monat des Sothis-Kalenders und verschob sich ab der 19. Dynastie im Neuen Reich auf den ersten Monat der Jahreszeit Schemu. 

### Beginn der Flachsernte
Der Mondkalendermonat Pa-en-Chonsu ist aus den Aufzeichnungen der 12. Dynastie als Monat Chonsu für die beginnende Flachsernte mehrfach belegt und im Verwaltungskalender mit den ersten Arbeiten des Ausklaubens für den damaligen vierten Achetmonat (Februar/Anfang März) angesetzt.